# Premio Compasso d'oro
Il Premio Compasso d'oro è un importante riconoscimento che viene assegnato dall'Associazione per il disegno industriale con l'obiettivo di premiare e valorizzare la qualità del design italiano. Si tratta del più antico e prestigioso premio di disegno industriale al mondo.
Il premio è un compasso, ispirato a quello di Adalbert Goeringer e alla proporzione aurea, disegnato dal grafico Albe Steiner e opera degli architetti Marco Zanuso e Alberto Rosselli.
Da giugno 2020 gli oggetti premiati sono esposti presso l'ADI Design Museum.

## Storia
Istituito nel 1954 da un'idea di Gio Ponti e sostenuto inizialmente dai magazzini la Rinascente, premia il design italiano. Dal 1964, cessato il patrocinio della Rinascente, il premio è passato integralmente all'ADI.

## Selezione, premiazione e conservazione dei beni vincitori
Gli oggetti premiati vengono scelti grazie all'attività di preselezione dell'Osservatorio permanente del Design di cui fanno parte critici, storici, designer e giornalisti, non necessariamente soci di ADI. Dal 1998 gli oggetti che superano questa prima selezione vengono segnalati con l'ADI Design Index che li include nell'annuario omonimo. Ogni 3 anni, una giuria internazionale seleziona tra gli oggetti segnalati negli annuari del triennio precedente quelli a cui assegnare il premio Compasso d'Oro. Tutti i beni premiati e segnalati (Compassi d'Oro, Menzioni d'onore e Targhe giovani) sono raccolti nella Collezione storica Compasso d'Oro ADI assegnata alla Fondazione ADI (in collaborazione con il Ministero per i Beni e le Attività Culturali e con la Soprintendenza Regionale), creata nel 2001 da ADI per tutelare e valorizzare questo importante patrimonio.

### I premi
Ogni 2 anni (precedentemente ogni 3) vengono assegnati dai 10 ai 20 premi Compasso d'Oro: il massimo riconoscimento della premiazione; da 75 a 150 Menzioni d'onore per il Compasso d'Oro, fino a 9 premi Compasso d'Oro alla carriera e fino a 3 "premi speciali internazionali".
- Premio Compasso d'Oro: vengono premiati con il Compasso d'Oro oggetti ritenuti di assoluta eccellenza.
- Menzione d'onore: vengono premiati con la Menzione d'onore per il Compasso d'Oro i beni ritenuti di eccellenza in una di queste categorie: design per l'abitare, per l'ambiente, per il lavoro, per la persona, per il sociale, tecnologia dei materiali e dei componenti, servizi, allestimenti, comunicazione, ricerca per l'impresa, ricerca teorica (storica e critica).
- Premio Compasso d'Oro alla carriera: premia personalità, imprese ed enti (italiani o operanti significativamente in Italia) che si sono distinti con riconoscenza da parte della giuria in ambito progettuale, di ricerca, insegnamento, produzione o distribuzione.
- Premio internazionale: qualsiasi azienda, personalità, scuola, ente o istituzione, purché non residente in Italia che si è particolarmente distinta nel settore del design industriale.
- Targa giovani: studenti delle scuole di design italiano di ogni ordine e grado che si sono distinti per produzioni, ricerche, elaborati, progetti, auto-produzioni purché oggetto di tesi o di esame finale.

## Edizioni
1. Premio Compasso d'oro 1954
2. Premio Compasso d'oro 1955
3. Premio Compasso d'oro 1956
4. Premio Compasso d'oro 1957
5. Premio Compasso d'oro 1959
6. Premio Compasso d'oro 1960
7. Premio Compasso d'oro 1962
8. Premio Compasso d'oro 1964
9. Premio Compasso d'oro 1967
10. Premio Compasso d'oro 1970
11. Premio Compasso d'oro 1979
12. Premio Compasso d'oro 1981
13. Premio Compasso d'oro 1984
14. Premio Compasso d'oro 1987
15. Premio Compasso d'oro 1989
16. Premio Compasso d'oro 1991
17. Premio Compasso d'oro 1994
18. Premio Compasso d'oro 1998
19. Premio Compasso d'oro 2001
20. Premio Compasso d'oro 2004
21. Premio Compasso d'oro 2008
22. Premio Compasso d'oro 2011
23. Premio Compasso d'oro 2014
24. Premio Compasso d'oro 2016
25. Premio Compasso d'oro 2018
26. Premio Compasso d'oro 2020
27. Premio Compasso d'oro 2022
28. Premio Compasso d'oro 2024